# Hiroši Fušida
Hiroši Fušida (japonsko 鮒子田 寛), japonski dirkač Formule 1, * 10. marec 1946, Kjoto, Japonska.

## Življenjepis
V svoji karieri je nastopil le na dveh dirkah v sezoni 1975, Veliki nagradi Nizozemske, kjer zaradi okvare dirkalnika ni štartal, in Veliki nagradi Velike Britanije, kjer se mu ni uspelo kvalificirati na dirko.

## Popolni rezultati Formule 1
(legenda) (odebeljene dirke pomenijo najboljši štartni položaj, poševne pa najhitrejši krog, †-uvrščen kljub odstopu)
| Leto | Moštvo           | Šasija     | Motor       | 1   | 2   | 3   | 4   | 5   | 6   | 7   | 8       | 9   | 10     | 11  | 12  | 13  | 14  | Prv | Toč |
| ---- | ---------------- | ---------- | ----------- | --- | --- | --- | --- | --- | --- | --- | ------- | --- | ------ | --- | --- | --- | --- | --- | --- |
| 1975 | Maki Engineering | Maki F101C | Cosworth V8 | ARG | BRA | JAR | ŠPA | MON | BEL | ŠVE | NIZ DNS | FRA | VB DNQ | NEM | AVT | ITA | ZDA | -   | 0   |